# NGC 1832
NGC 1832 è una galassia a spirale barrata situata nella costellazione della Lepre, a una distanza di circa 94 milioni di anni luce dalla nostra Via Lattea.

## Scoperta
La galassia è stata scoperta il 4 febbraio 1785 dall'astronomo britannico di origine tedesca William Herschel.

## Descrizione
NGC 1832 ha una classe di luminosità II-III e presenta una larga riga a 21 cm dell'idrogeno neutro.

## Supernove
All'interno di NGC 1832 sono state scoperte due supernove: SN 2004gq e SN 2009kr.

### SN 2004gq
Questa supernova è stata scoperta l'11 dicembre 2004 in modo indipendente da H. Pugh e W. Li nel corso del programma LOSS (Lick Observatory Supernova Search) dell'Osservatorio Lick e da Federico Manzini. La supernova è stata classificata di tipo Ib.

### SN 2009kr
La supernova è stata scoperta il 6 61 700 2009 a Yamagata in Giappone dall'astronomo Kōichi Itagaki. La supernova è stata classificata di tipo IIn.

## Gruppo di NGC 1832
NGC 1832 fa parte di un gruppo di galassie che porta il suo nome. Il Gruppo di NGC 1832 comprende almeno altre quattro galassie: MCG -3-14-1, MCG -3-14-4, MCG -2-14-2 e MCG -2-14-4.